# Denys Kulakov
Denys Kulakov est un footballeur ukrainien, né le 1er mai 1986 à Izioum. Il évolue au poste de milieu offensif droit.

## Palmarès
Vorskla Poltava
- Vainqueur de la Coupe d'Ukraine en 2009.

 Oural Iekaterinbourg
- Finaliste de la Coupe de Russie en 2019.